# Thyra Sahlén
Thyra Andrea Sahlén, född 24 april 1883 i Sundsvall, död 10 januari 1971 i Malmö, var en svensk sångare, sångpedagog och målare.
Hon var dotter till grosshandlaren AG Dahlman och Anna Berglund och från 1911 gift med Artur Sahlén. Hon studerade i början av 1900-talet vid Victoria Westberg och Agda Næsmans målarskola i Stockholm under studietiden träffade hon sin blivande make. Efter konststudierna studerade hon sång och uppträdde därefter som sångare och sångpedagog. På Moderna museet i Stockholm finns ett porträtt av henne utfört av hennes man.